# Extremophilie
Als extremophil werden Organismen bezeichnet, die sich extremen Umweltbedingungen angepasst haben, die im Allgemeinen als lebensfeindlich betrachtet werden. Dabei handelt es sich meist um einzellige Mikroorganismen. Nicht-extremophile Organismen bezeichnet man als Mesophile.

## Systematik
Der Begriff Extremophile wurde 1974 von R.D. MacElroy geprägt. Viele Extremophile sind Mitglieder der Domäne der Archaeen und tatsächlich werden gelegentlich die beiden Begriffe synonym verwendet, obwohl es viele mesophile Archaea gibt, zudem existieren auch zahlreiche extremophile Bakterien und sogar Eukaryoten. Obgleich der bei weitem größte Anteil an Extremophilen bei den Einzellern zu finden ist, gibt es auch Beispiele für Vielzeller (Metazoa) unter diesen Spezialisten. Beispiele für extremophile Vielzeller sind die psychrophilen Grylloblattodea (Insekten) und der antarktische Krill (Crustacea).
Eine wichtige Bedeutung in der Biotechnologie haben Enzyme, die aus extremophilen Organismen stammen und rekombinant erzeugt wurden. Beispielsweise stammt die in der Polymerase-Kettenreaktion (PCR) verwendete thermostabile DNA-Polymerase ursprünglich aus dem thermophilen Bakterium Thermus aquaticus oder der Archaee Pyrococcus furiosus.
Auch Viren konnten in extremen Habitaten entdeckt werden, z. B. das Sulfolobus-Turreted-Icosahedral-Virus.

## Kategorien von Extremophilen
Es gibt viele verschiedene Kategorien von extremophilen Organismen. Die Klassifizierung entspricht der Art und Weise, wie die Umweltbedingungen des jeweiligen Organismus von dem abweichen, was aus menschlicher Sicht als „normal“ betrachtet wird. Diese Klassifizierung ist nicht exklusiv, das heißt, auf manche Extremophile treffen mehrere Kategorien zu. Organismen, die beispielsweise im Inneren von heißen Gesteinen weit unter der Erdoberfläche leben, sind nicht nur Endolithe, sondern auch thermophil und barophil.
Folgende Kategorien sind bekannt:
- Thermophile: Organismen, die optimal an hohe Temperaturen (80 °C und mehr) angepasst sind
- Psychrophile: Organismen, die optimal an niedrige Temperaturen (15 °C und niedriger) angepasst sind
- Kryophile: Organismen, die an besonders kalte Umgebungen unter −10 °C angepasst sind. Sie stellen die Steigerung der Psychrophilie dar.
- Halophile: Organismen, die optimal an hohe Salzkonzentrationen (mindestens 0,2 mol/l Salz) angepasst sind
- Methanophile: Organismen, die an eine hohe Methankonzentration angepasst sind, beispielsweise Bakterien im Methanhydrat und Sirsoe methanicola (nicht zu verwechseln mit den Methanbildnern, die allerdings eine gewisse Konzentration ihres Stoffwechselproduktes ertragen).
- Alkaliphile: Organismen, die optimal an einen hohen pH-Wert (pH 9 und höher) angepasst sind
- Acidophile: Organismen, die optimal an einen niedrigen pH-Wert (pH 3 und niedriger) angepasst sind
- Barophile: Organismen, die optimal an hohen hydrostatischen Druck angepasst sind
- Radiophile: Organismen, die sehr hohe Dosen ionisierender Strahlung tolerieren (siehe Deinococcus radiodurans) oder sogar mithilfe des Pigments Melanin in Energie umzuwandeln vermögen (Radiosynthese) und diese für ihr Wachstum nutzen können. Es handelt sich hierbei um bestimmte melaninreiche Pilzarten, die im zerstörten Atomreaktor von Tschernobyl als schwarzer Belag an den Reaktorwänden auffällig wurden.[4]
- Endolithe: Organismen, die im Inneren von Gesteinen leben
- Oligotrophe: Organismen, die optimal an eine nährstoffarme Umgebung angepasst sind
- Toxitolerante: Organismen, die großen Konzentrationen an zerstörerischen Agenzien wie Giftstoffen oder Strahlung widerstehen können. So können manche sogar in Benzol-gesättigtem Wasser überleben, andere gedeihen im Kühlwasserbehälter eines Kernreaktors
- Xerotolerante: Organismen, die an eine wasserarme Umgebung angepasst sind. Beispiele sind extrem halophile oder endolithische Organismen.

Extremophile, die unter mehreren extremen Umweltbedingungen vorkommen, werden als Polyextremophile bezeichnet. Beispiele für Polyextremophilie sind Deinococcus radiodurans und Bärtierchen.
Da extremophile Organismen zum Teil auch unter Weltraumbedingungen existieren können, sind sie für astrobiologische Forschungsprojekte von Interesse, beispielsweise zur Wahrscheinlichkeit von Panspermie.